# Riquet à la houppe
Pour les articles homonymes, voir Riquet à la houppe (film, 1908) et Riquet à la houppe (roman).
Riquet à la houppe est un conte populaire, dont la version la plus célèbre est celle de Charles Perrault, parue dans Histoires ou contes du temps passé en 1697.

## Famille
Trois hypothèses expliqueraient le nom de Riquet :
- Perrault songe malicieusement à la famille Riquetti, dont le nom fut francisé en Riquet. Pierre-Paul Riquet, protégé de Jean-Baptiste Colbert, était le promoteur du canal du Languedoc.
- Catherine Bernard, auteur d’une version antérieure qui a inspiré Perrault, était normande. Or, Littré, dans son article « Riquet à la Houppe », précise : « étymologie : on dit qu’en normand, riquet veut dire contrefait, bossu ».
- Certains enfin voient dans ce sobriquet le diminutif d’Henriquet, petit Henri.
  - De plus, ce conte étant issu selon Marie-Louise Tenèze du conte type 500, Le nom du diable, le radical Ric évoquerait sans doute le diable car celui-ci est présent dans de nombreux codages diaboliques anciens.---

## Histoire
Il était une fois, une reine qui eut un enfant très laid. Mais une fée qui se trouvait à sa naissance dit à la reine que, bien que son fils fût laid, il aurait beaucoup d'esprit et pourrait en faire part à la personne qu'il aimerait le plus au monde. Au bout de sept ou huit ans, la reine d'un royaume voisin eut deux petites filles. La première était très jolie, mais la fée dit à la reine qu'elle aurait peu d'esprit. La deuxième était très laide, mais elle aurait tant d'esprit que personne ne s'apercevrait de sa laideur. La première pouvait transmettre sa beauté à la personne qui lui plaira. Au fur et à mesure qu'elles grandissaient, on ne s'intéressait qu'à la princesse douée d'esprit et personne ou presque ne remarquait la belle princesse. Un jour où la belle princesse se retira dans un bois pour pleurer, elle vit un homme très laid. C'était Riquet à la houppe, qui la consola et offrit de lui donner de l'esprit si elle acceptait de l'épouser un an plus tard. La princesse avait si peu d'esprit qu'elle imaginait que la fin de cette année ne viendrait jamais. Elle accepta de l'épouser, et Riquet lui transmit son esprit comme la fée lui en avait donné le pouvoir. Tous les jeunes princes du royaume allèrent à sa rencontre car elle était belle et était devenue intelligente, mais elle voulait réfléchir avant de prendre une décision, ayant oublié la promesse qu'elle avait faite quand elle était stupide. Puis elle retourna dans le bois pour réfléchir. Tout à coup le sol s'ouvrit sous ses pieds et une cuisine remplie de personnes surgit de terre. Cela faisait un an exactement qu'elle avait promis de se marier à Riquet à la Houppe, il fallait qu’ils se mariassent, mais Riquet eut un peu de mal à convaincre la princesse. Cependant, il lui dit qu'elle pouvait le rendre le plus aimable de tous les hommes, parce qu'elle avait également le don de rendre beau celui qu'elle aimerait. La princesse dit qu'elle voulait cela, et Riquet devint (à ses yeux) l'homme le plus beau du monde. « Quelques-uns assurent que ce ne furent point les charmes de la fée qui opérèrent, mais que l’amour seul fit cette métamorphose. » Ils se marièrent avec le consentement du père de la princesse.

## Un conte à la mode
Charles Perrault s'est inspiré d'un conte écrit par Catherine Bernard. Le thème choisi correspond à la mode littéraire et galante des salons où l'amour fait l'objet de débats passionnés. La transformation amoureuse est l'un des motifs privilégiés de la littérature galante et précieuse, avec l'idée que l'amour donne l'esprit et la beauté à tout ce qu'il touche. La morale de Perrault est que la beauté morale ou physique n'existe que dans les yeux du spectateur. Riquet apparaît comme un prince galant, doté de bonnes manières, d'éloquence et de raffinement. Il incarne l'amour idéal dont rêvent les précieuses, hérité de l'amour courtois du Moyen Âge, qui méprise la vulgarité et l'amour sensuel. Cette image de l'amour galant, précieux rejoint la carte de la représentation de la Carte de Tendre, imaginée par Madeleine de Scudéry dans Clelie [réf. nécessaire].

## Adaptations
- 1884 : Riquet à la houppe, comédie féérique en 4 actes de Théodore de Banville d'après Charles Perrault, créée le 24 avril 1913 à la Comédie-Française.
- 1908 : Riquet à la houppe, film réalisé par Albert Capellani, d'après le conte de Perrault.
- 1928 : Riquet à la houppe, comédie-musicale en 3 actes de Georges Hüe d'après Charles Perrault, créée le 17 décembre 1928 à l'Opéra-Comique (Salle Favart) à Paris.
- 1966 : Riquet à la houppe, 4e épisode  de « Si Perrault m'était conté » d'après Charles Perrault, avec Jean-Claude Drouot programme créé par Anne Béranger et Jacques Charon et diffusé en janvier 1966.
- 2015 : Riquet à la houppe et la Princesse Belle comme ses pieds, comédie théâtrale de Mathieu Stortoz.
- 2016 : Riquet à la houppe, roman d'Amélie Nothomb
- 2018 : Riquet, album jeunesse d'Elsa Oriol d'après le conte de Charles Perrault (éditions de L'Étagère du bas).
- 2019 : Riquet à la houppe, pièce de théâtre des Comédiens au chariot (Rodez) (éditions lulu.com)

### Textes complets sur Wikisource
Charles Perrault
- Riquet à la houppe, éditions Barbin, 1697
- Riquet à la houppe, version moderne

Charles Deulin
- Les Contes de ma mère l’Oye avant Perrault, Riquet à la houppe (1878)

Autres
- La belle et le sauvage : téléfilm de Bertrand ARTHUIS (2006) avec Didier Bezace, Maria de Medeiros, Lionel Abelanski.